# Песоченское сельское поселение (Брянская область)
Песо́ченское сельское поселение — муниципальное образование в северо-восточной части Карачевского района Брянской области. Административный центр — деревня Песочня.
Образовано в результате проведения муниципальной реформы в 2005 году, путём слияния дореформенного Новгородского сельсовета и части Мальтинского сельсовета.

## Население
| 2010 | 2011  | 2012  | 2013 | 2014 | 2015 | 2016 | 2017 | 2018 |
| ---- | ----- | ----- | ---- | ---- | ---- | ---- | ---- | ---- |
| 1023 | ↘1021 | ↘993  | ↘951 | ↘930 | ↘923 | ↗929 | ↗948 | ↗973 |
| 2019 | 2020  | 2021  |      |      |      |      |      |      |
| ↘963 | ↘913  | ↗1000 |      |      |      |      |      |      |

## Населённые пункты
| № | Населённый пункт | Тип     | Население |
| - | ---------------- | ------- | --------- |
| 1 | Песочня          | деревня | ↘571      |
| 2 | Желтоводье       | деревня | ↘28       |
| 3 | Жиркины Дворы    | деревня | ↘114      |
| 4 | Ляды             | деревня | →3        |
| 5 | Монастырский     | посёлок | ↗44       |
| 6 | Новгородский     | посёлок | ↘150      |
| 7 | Пасека           | деревня | →1        |
| 8 | Рассвет          | деревня | ↘39       |
| 9 | Суханка          | деревня | →1        |